# Запорожець за Дунаєм (фільм, 1953)
«Запоро́жець за Дуна́єм» — український радянський художній фільм 1953 року кіностудії імені О. Довженка. Створений за мотивами опери Семена Степановича Гулака-Артемовського «Запорожець за Дунаєм», написаної в 1863 році. Знято в театральних декораціях. Прем'єра відбулася 19 липня у Києві, 21 липня — в Москві.

## Сюжет
У 1775 році, після знищення Російською імперією Запорізької Січі, частина запорожців у пошуках «вільних земель», під впливом козацької старшини переселилася за Дунай і потрапила під владу султанської Туреччини. Запорожці незабаром зрозуміли, що обіцянки турок надати землі виявилися брехнею, і стали мріяти про повернення на батьківщину. Своєю чергою турецький султан вирішив з'ясувати наміри запорожців. Зрештою завдяки дотепності та хитрості Івана Карася запорожці домоглися від султана отримання фірмана про повернення до України.

## Ролі виконують
- Іван Паторжинський — Іван Карась
- Марія Литвиненко-Вольгемут — Одарка
- Єлизавета Чавдар — Оксана
- Микола Шелюшко — Андрій
- Михайло Гришко — Султан
- Іван Кученко — Селіх-ага
- Володимир Матвеєв — Імам
- Костянтин Бородиневський — Гасан

## Знімальна група
- Режисер-постановник: Василь Лапокниш
- Літературна обробка: Максим Рильський
- Головний оператор: Олексій Мішурін
- Художник: Михайло Юферов
- Художник по костюмах: Іунія Маєр
- Звукооператор: Аріадна Федоренко
- Асистент режисера: Василь Лапокниш
- Диригент: Веніамін Тольба
- Балетмейстер: Сергій Сергєєв

- Симфонічний оркестр, хор і балет державного ордена Леніна Академічного театру опери та балету УРСР ім. Т. Г. Шевченка.